# Valeriana lepidota
Valeriana lepidota är en kaprifolväxtart som beskrevs av Dominique Clos. Valeriana lepidota ingår i släktet vänderötter, och familjen kaprifolväxter. Inga underarter finns listade i Catalogue of Life.